# 科斯特羅馬省
科斯特羅馬省（Костромская губе́рния）是俄羅斯帝國和蘇聯早期的一個省。包括科斯特羅馬州大部、伊萬諾沃州東北部和下諾夫哥羅德州北部。面積83,995平方公里，1897年人口1,387,015人。首府科斯特羅馬。
1796年建省，1929年取消。